# Qurdlar (Bərdə)
Qurdlar è un comune dell'Azerbaigian situato nel distretto di Bərdə. Conta una popolazione di 296 abitanti.